# Tartaruga (araldica)
In araldica la tartaruga (detta anche testuggine) è simbolo di prudenza modesta, giudice saggio ed il temporeggiatore. Compare raramente nelle armi, abitualmente vista dall'alto.

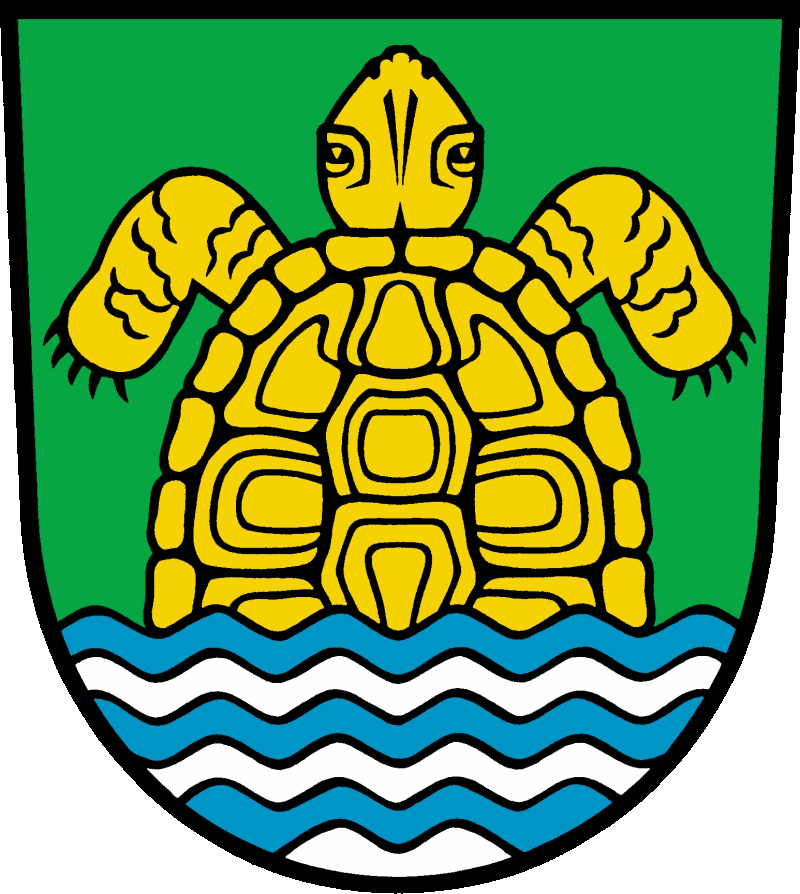
Stemma di Grünheide, Germania
Hoppegarten, Germania
Galápagos (Spagna)
Seirijai, Lituania